# Federació Moçambiquesa de Futbol
La Federació Moçambiquesa de Futbol (portuguès: Federação Moçambicana de Futebol; FMF) és la institució que regeix el futbol a Moçambic. Agrupa tots els clubs de futbol del país i es fa càrrec de l'organització de la Lliga moçambiquesa de futbol i la Copa. També és titular de la Selecció de futbol de Moçambic absoluta i les de les altres categories.
Va ser fundada el 1975.
- Afiliació a la FIFA: 1980
- Afiliació a la CAF: 1978